# Turki ibn Saïd
Turki ibn Saïd, né en 1832 et mort le 4 juin 1888, est sultan d'Oman de 1871 à sa mort.